# Arif Rasidi
Arif Rasidi (* 6. August 1980) ist ein französischer Badmintonspieler. 

## Karriere
Arif Rasidi belegte beim Luxembourge Memorial Thierry Theis 2003 und beim Le Volant d’Or de Toulouse 2003 sowie bei den French Open 2005, den Dutch International 2005 und den Portugal International 2006 jeweils Rang zwei. Siegreich war er bei den Dutch International 2003 und den Portugal International 2005. 